# Chellie Pingree

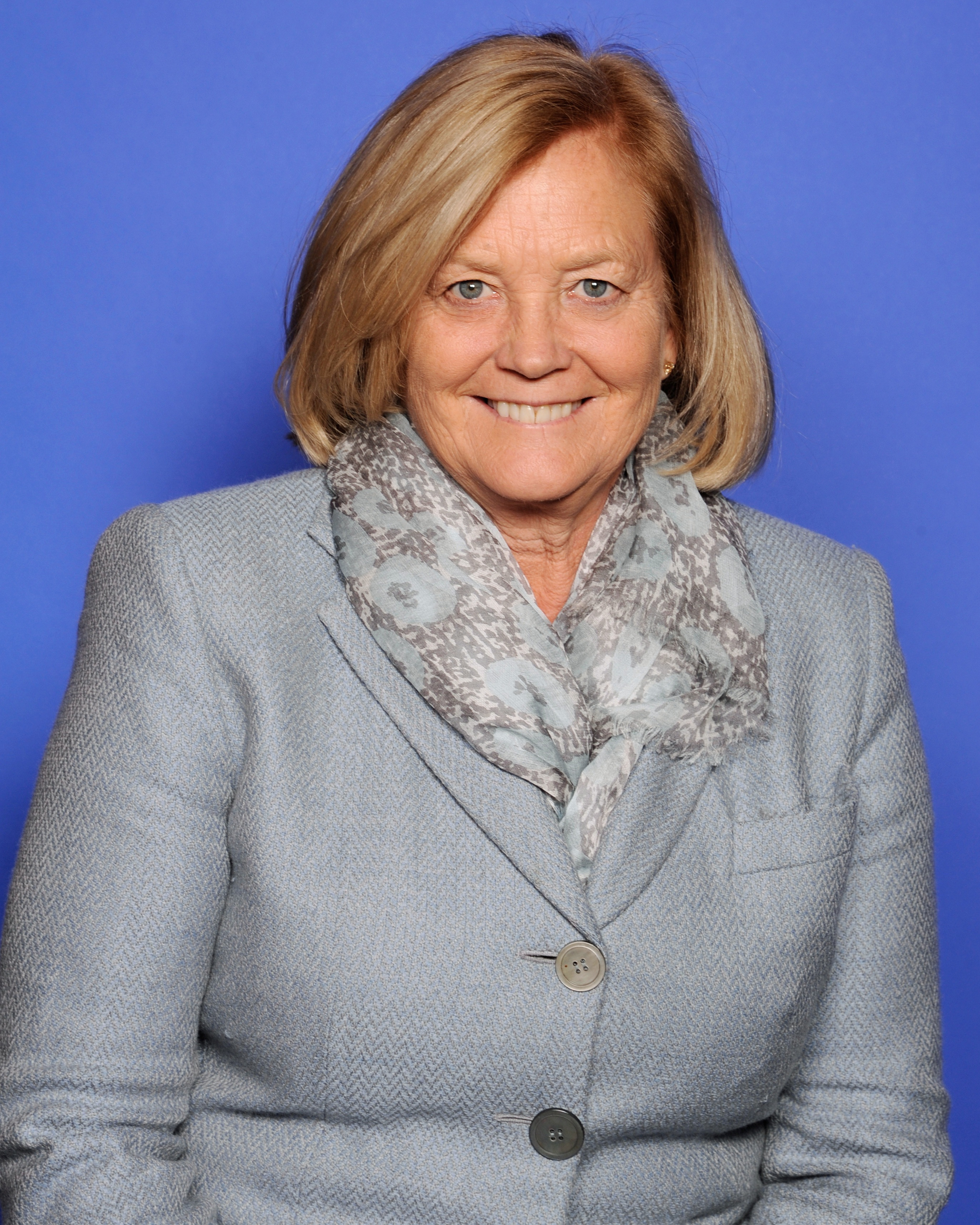
Chellie Pingree (2015)

Rochelle Marie „Chellie“ Pingree (* 2. April 1955 in Minneapolis, Minnesota) ist eine US-amerikanische Politikerin der Demokratischen Partei. Seit 2009 vertritt sie den ersten Distrikt des Bundesstaats Maine im US-Repräsentantenhaus.

## Leben
Chellie Pingree besuchte bis 1973 die University of Southern Maine in Portland. Danach studierte sie bis 1979 am College of the Atlantic in Bar Harbor, das sie mit einem Bachelor of Arts abschloss. Anschließend wurde sie eine erfolgreiche Geschäftsfrau in Maine. Sie engagierte sich in der Landwirtschaft, in der Heimarbeit und in einem Ladengeschäft in North Haven. Dann stieg sie in das Strickereigeschäft ein. Sie lebt in North Haven und hat drei Kinder, darunter die demokratische Politikerin Hannah Pingree.

## Politik
Chellie Pingree ist Mitglied der Demokratischen Partei. In den 1980er Jahren bekleidete sie einige öffentliche Ämter in North Haven. Zwischen 1992 und 2000 war sie Mitglied des Senats von Maine. Dort führte sie zeitweise die demokratische Fraktion. Im Jahr 2002 kandidierte Pingree erfolglos gegen Susan Collins für den US-Senat.
Bei der Wahl zum Repräsentantenhaus der Vereinigten Staaten 2008 wurde sie dann im ersten Kongresswahlbezirk von Maine in das Repräsentantenhaus der Vereinigten Staaten in Washington, D.C. gewählt. Dort trat sie am 3. Januar 2009 die Nachfolge von Tom Allen an. Nach bisher acht Wiederwahlen in den Jahren 2010 bis 2024 kann sie ihr Amt bis heute ausüben. Ihre aktuelle Legislaturperiode im Repräsentantenhaus des 119. Kongresses läuft noch bis zum 3. Januar 2027.
Nachdem die republikanische Senatorin des Bundesstaates, Olympia Snowe, ankündigte, bei den Senatswahlen 2012 nicht erneut zu kandidieren, wurde über eine erneute Bewerbung Pingrees für den US-Senat spekuliert. Sie nahm davon Abstand, als der frühere Gouverneur von Maine, Angus King, seine Kandidatur als Unabhängiger erklärte.

### Ausschüsse
Sie ist aktuell Mitglied in folgenden Ausschüssen des Repräsentantenhauses:
- Committee on Agriculture
  - Forestry
  - Livestock, Dairy, and Poultry
- Committee on Appropriations
  - Agriculture, Rural Development, Food and Drug Administration, and Related Agencies
  - Interior, Environment, and Related Agencies
  - Military Construction, Veterans Affairs, and Related Agencies

Außerdem ist Pingree Mitglied in über 50 Caucuses.